# Liste der Kulturgüter in Losone
Die Liste der Kulturgüter in Losone enthält alle Objekte in der Gemeinde Losone im Kanton Tessin, die gemäss der Haager Konvention zum Schutz von Kulturgut bei bewaffneten Konflikten, dem Bundesgesetz vom 20. Juni 2014 über den Schutz der Kulturgüter bei bewaffneten Konflikten sowie der Verordnung vom 29. Oktober 2014 über den Schutz der Kulturgüter bei bewaffneten Konflikten unter Schutz stehen.
Objekte der Kategorien A und B sind vollständig in der Liste enthalten, Objekte der Kategorie C fehlen zurzeit (Stand: 1. Januar 2023).

## Kulturgüter
| Foto |                                                                    | Objekt                                                                     | Kat. | Typ | Standort                               | Beschreibung |
| ---- | ------------------------------------------------------------------ | -------------------------------------------------------------------------- | ---- | --- | -------------------------------------- | ------------ |
| ja   | Datei hochladen · Wikidata zu Mittelschule (Q3953339)              | Mittelschule / Scuola media KGS-Nr.: 09492                                 | A    | G   | Via Primore 13 702594 / 113816         |              |
| ja   | Datei hochladen · Wikidata zu Pfarrkirche San Giorgio (Q3670305)   | Pfarrkirche San Giorgio / Chiesa parrochiale di San Giorgio KGS-Nr.: 05526 | B    | G   | Salita Ciani 702014 / 113954           |              |
| BW   | Datei hochladen · Wikidata zu Kirche Sant’Antonio Abate (Q3672661) | Kirche Sant’Antonio Abate / Chiesa di Sant’Antonio Abate KGS-Nr.: 11960    | B    | G   | Arcegno, Via Cantonale 700736 / 113153 |              |